# Dactyl

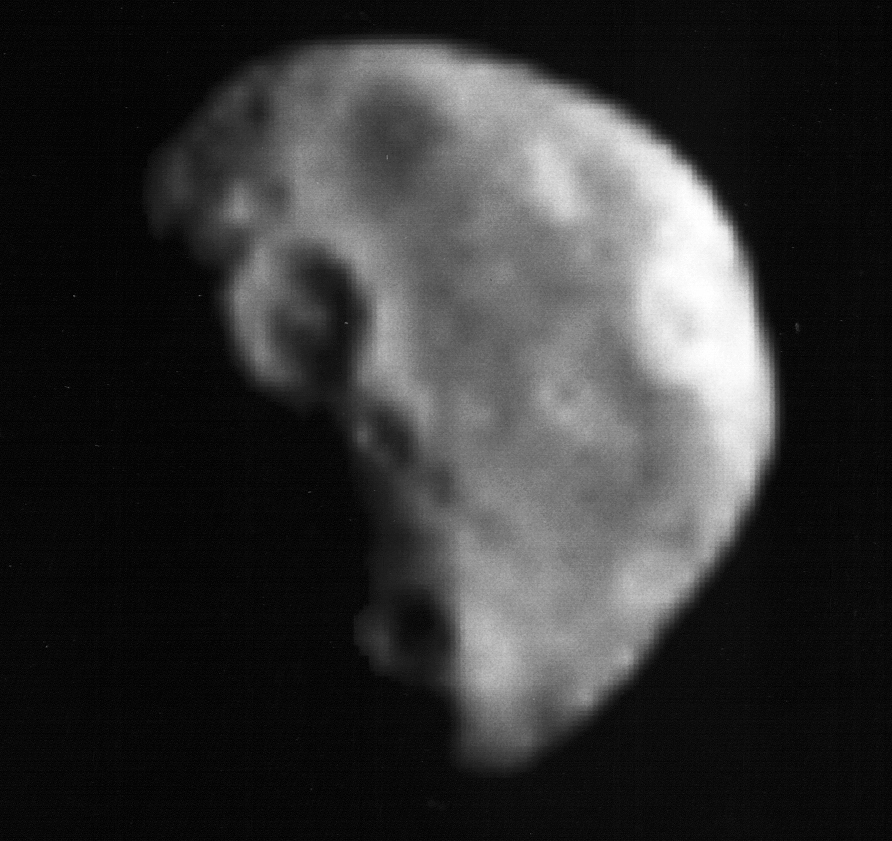
Dactyl fotografada pela Galileu em 1993

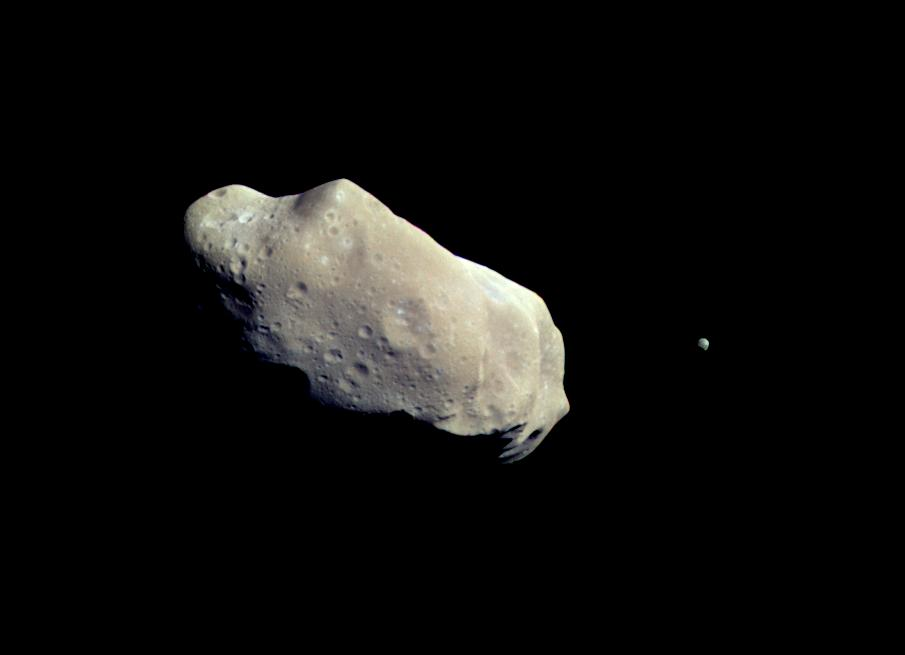
243 Ida fotografada também pela Galileu a uma distância de aproximadamente 10 500 quilômetros; ao fundo pode-se ver a lua Dactyl

Dactyl é o pequeno satélite natural que orbita o asteroide 243 Ida, fotografado pela sonda espacial Galileu em 28 de agosto de 1993. Mas somente foi descoberto em 17 de fevereiro de 1994 quando Ann Harch, membro da missão Galileu, o notou ao examinar as imagens. Provisoriamente identificado como S/1993 (243) 1, foi o primeiro satélite natural descoberto ao redor de um asteroide. Seu nome refere-se a seres mitológicos chamados dáctilos (que quer dizer dedos) que viviam no Monte Ida, segundo a mitologia grega.
Considerado também um asteroide, Dactyl possui um diâmetro de 1,4 km, e sua órbita por Ida dura 1,54 dias terrestres, em uma distância média estimada em 108 km, com inclinação de 9° em relação ao equador de Ida.